# Lavars
Lavars is een gemeente in het Franse departement Isère (regio Auvergne-Rhône-Alpes) en telt 113 inwoners (1999). De plaats maakt deel uit van het arrondissement Grenoble.

## Geografie
De oppervlakte van Lavars bedraagt 14,6 km², de bevolkingsdichtheid is 7,7 inwoners per km².
De onderstaande kaart toont de ligging van Lavars met de belangrijkste infrastructuur en aangrenzende gemeenten.

## Demografie
Onderstaande figuur toont het verloop van het inwonertal (bron: INSEE-tellingen).